# الدوقة الكبرى أناستاسيا نيكولايفنا من روسيا
أناستاسيا نيكولايڤنا رومانوڤا (بالروسية Великая Княжна Анастасия Николаевна Романова)؛ (18 يونيو 1901 - 17 يوليو 1918)، صغرى بنات القيصر الروسي نيقولا الثاني، آخر حكام روسيا القيصرية، من زوجته ألكساندرا فيودوروفنا.
يُعتقد أن قوات الشرطة السرية البلشفية قتلوها أسوة بباقي أسرتها في 17 يوليو 1918. شاعت أخبار تفيد هروبها المحتمل منذ عام 1918 لعدم إيجاد جثمانها في القبر الجماعي في ييكاتيرينبرغ الذي تم لاحقا التأكيد أنه يعود لعائلة رومانوف بواسطة فحوصات الحمض النووي «الدنا» (DNA).
في يناير 2007 أعلن علماء روسيون أن جثمانين محروقين لطفل وشابة وجدا قرب ييكاتيرينبرغ يعودان على الغالب لأناستاسيا وأخيها ألكسي نيكولايڤيتش. في 30 أبريل 2008 أكد خبراء الأدلة الجنائية الروس أن الجثامين تعود لألكسي وإحدى إخواته الأربعة.
قامت العديد من النساء بادعاء شخصية أناستاسيا على مر التاريخ، كانت أشهرهن آنا آندرسون التي توفيت عام 1984. عام 1994 أجريت فحوصات الحمض النووي «الدنا» (DNA) على بعض أنسجة وشعر أنا أندرسون وأظهرت انعدام صلتها بالأميرة الروسية.

## روابط خارجية
- الدوقة الكبرى أناستاسيا نيكولايفنا من روسيا على موقع الموسوعة البريطانية (الإنجليزية)
- الدوقة الكبرى أناستاسيا نيكولايفنا من روسيا على موقع إن إن دي بي (الإنجليزية)